# Palonica viridia
Palonica viridia är en insektsart som beskrevs av Ball. Palonica viridia ingår i släktet Palonica och familjen hornstritar. Inga underarter finns listade i Catalogue of Life.